# 진천 이정 묘소
진천 이정 묘소(鎭川 李挺 墓所)는 대한민국 충청북도 진천군 문백면 사양리에 있는, 고려 후기의 문신인 이정(1297∼1361) 부부의 묘소이다. 1994년 6월 24일 충청북도의 기념물 제94호로 지정되었다.

## 개요
고려 후기의 문신인 이정(1297∼1361) 부부의 묘소이다.
고려 충숙왕 12년(1325) 음서로 팔관보판관이 되고 다음해 문과에 급제하였다. 그 뒤 여러 관직을 역임하였으며, 1358년 벼슬이 형부상서에 이르렀다.
공민왕의 각별한 총애를 입어 내불당 짓는 일을 감독하였으며, 공민왕이 친히 쓴 글씨 ‘탄상하교문(嘆賞下敎文)’을 받았다. 그의 친족은 모두 높은 관직에 올랐고, 이성계의 위화도 회군 이후 그의 집정기간에는 유력한 지지세력으로서 조선 건국에 크게 도움을 주었다.
묘는 고려 후기의 사다리꼴의 특징을 보여주고 있으며, 묘 앞에는 묘비·상석이 있다. 묘표석은 원형이 잘 보존되어 있어 귀중한 자료가 된다. 묘 아래에는 신도비(神道碑:왕이나 고관 등의 평생 업적을 기리기 위해 무덤 근처 길가에 세우던 비)가 있는데, 비문은 권근이 지은 것이다.

## 같이 보기
- 이정

## 참고 문헌
- 진천 이정 묘소 - 국가유산청 국가유산포털